# Nicolas Guénet
Pour les articles homonymes, voir Guénet.
Nicolas Guénet, né le 8 avril 1971, est un dessinateur français de bande dessinée.

## Carrière
Nicolas Guénet étudie à l’École des beaux-arts de Poitiers de 1987 à 1989.
Ensuite, il intègre l’ESI d’Angoulême où il se spécialise en BD. Il y reste jusqu'en 1992.
Passionné par la bande dessinée américaine, amateur de cinéma et de culturisme (Conan le Barbare), influencé par Conan Doyle, Jack London, Edgar Rice Burroughs et Edgar Allan Poe, il s’oriente vers la bande dessinée d’aventure, l’heroic fantasy puis la science-fiction. Initialement adepte de la couleur directe, il réoriente peu à peu son travail en utilisant le dessin assisté par ordinateur. Ses planches gigantesques sont de vrais tableaux. Depuis 2017, il travaille sur la série Inguinis, avec Katia Even au scénario, aux éditions Tabou. 

## Bandes dessinées

### Comme dessinateur
- Les Enfants du Nil (Delcourt)
  1. Les Enfants du Nil (1991)
  2. Au fil du Nil (1992)
- Dedal (scénario Éric Corbeyran, Soleil)
  1. Le Dieu Kolerr (1993)
  2. Les Terres païennes (1994)
- Le Voleur de Paradis (scénario Éric Corbeyran, Soleil)
  1. Beline (1995)
- Yiu (scénario Téhy et J.M. Vee, Soleil)
  1.  Assassaints (2002)
  2. Prie pour qu’elle meure (2004)
  3. La Chute de l’empire évangéliste (2005)
  4. L’Apocalypse ou le Livre des splendeurs (2008)
  5. Dernier Testament (2009)
- Süleymane (scénario Hubert Touzot, Nucléa²)
  1. L’Absolution par le feu (2003)
- Inguinis (scénario Katia Even, Tabou), 6 volumes (2017-2023)

### Comme coloriste
- Yiu (scénario Téhy et J.M. Vee, dessin Jérôme Renéaume)
  1. Aux enfers (Le Téméraire, 1999)
  2. La Promesse que je te fais (Soleil, 2001)
- Magika (scénario Franck Tacito, dessin Fabrice Angleraud, Zenda)
  1. Rêves de sang (2001)
  2. Les Versets de feu (2002)
  3. Paladin Inc. (2004)
  4. Big Bang Babylone (2005)
- Mahona (scénario Quentin Surget, dessin Jean-Philippe Pogut, Théloma)
  1. Monstrueuses vacances (2004)
- Le P’tit (scénario Jim et Gaston, dessin Alteau, Jungle)
  1. Le P’tit Chirac, tout p’tits déjà cancres ? (2006)
  2. Le P’tit Sarko et la p’tite Ségo qui fait rien qu’à l’embêter (2007)
  3. Le P’tit Sarko, moi, moi, moi (et moi) (2009)
- Chroniques de la Lune noire (scénario Froideval, dessin Cyril Pontet, Dargaud)
  1.  La Prophétie (2006)
  2. La Fin des Temps (2008)
- Les Arcanes de la Lune noire (scénario Froideval, dessin Fabrice Angleraud, Dargaud)
  1.  Pile ou face (2007)